# Florin Lehaci
Florin Sorin Lehaci, född 26 mars 1999, är en rumänsk roddare.

## Karriär

### Ungdomskarriär
Vid junior-VM 2016 i Rotterdam var Lehaci var en del av Rumäniens lag som slutade på sjunde plats i åtta med styrman. Vid junior-VM 2017 i Trakai tog han silver i tvåa utan styrman tillsammans med Ștefan Berariu. Vid U23-EM 2017 i Kruszwica tog Lehaci guld i fyra med styrman tillsammans med Bogdan Sabin Băițoc, Ștefan Berariu, Ciprian Huc och Adrian Munteanu.
Vid U23-VM 2018 i Poznań tog Lehaci silver i tvåa utan styrman tillsammans med Dumitru Alexandru Ciobică. Vid U23-EM 2018 i Brest tog de guld tillsammans i tvåa utan styrman. Vid U23-VM 2019 i Sarasota tog de återigen guld tillsammans i tvåa utan styrman. Vid U23-EM 2019 i Ioánnina tog de på nytt guld tillsammans i tvåa utan styrman. Vid U23-EM 2020 i Duisburg tog de sitt tredje raka guld i tvåa utan styrman vid U23-EM. Vid U23-EM 2021 i Kruszwica tog de silver i tvåa utan styrman.

### Seniorkarriär
Vid EM 2020 i Poznań var Lehaci en del av Rumäniens lag som tog silver i åtta med styrman. Vid EM 2021 i Varese var han återigen en del av Rumäniens lag som tog silver i åtta med styrman. Vid olympiska sommarspelen 2020 i Tokyo, som arrangerades 2021, var Lehaci en del av Rumäniens lag som blev utslagna i återkvalet i åtta med styrman och slutade på sjunde plats.
Vid EM 2022 i München tog Lehaci brons i fyra utan styrman tillsammans med Mihăiță Țigănescu, Mugurel Semciuc och Ștefan Berariu. Vid VM 2022 i Račice var han en del av samma lag som slutade på fjärde plats i fyra utan styrman. Lehaci var även en del av det rumänska laget som slutade på sjätte plats i åtta med styrman. Vid EM 2023 i Bled var Lehaci en del av samma lag som återigen slutade på fjärde plats i fyra utan styrman samt tog silver med det rumänska laget i åtta med styrman, endast 0,05 sekunder efter Storbritannien. Vid VM 2023 i Belgrad var han en del av rumänska laget som slutade på fjärde plats i åtta med styrman samt vann b-finalen i fyra utan styrman och slutade på totalt sjunde plats.
Vid EM 2024 i Szeged tog Lehaci silver tillsammans med Florin Arteni i tvåa utan styrman samt brons tillsammans med det rumänska laget i åtta med styrman. Vid olympiska sommarspelen 2024 i Paris slutade han på fjärde plats tillsammans med Florin Arteni i tvåa utan styrman samt var en del av Rumäniens lag som slutade på femte plats i åtta med styrman.
Vid EM 2025 i Plovdiv tog Lehaci guld i tvåa utan styrman tillsammans med Florin Arteni.

## Privatliv
Florin Lehacis syster Ionela-Livia Cozmiuc är också en roddare. Han gifte sig 2023 med Maria Lehaci (född Tivodariu), som också är en roddare.